# Чонджу Лі
Клан Чонджу Ї (кор.: хангиль: 전주 이씨, ханча: 全州 李氏) — корейський клан із прізвищем Ї (Лі). Їх Бон-Ґван знаходиться в Чонджу, провінція Північна Чолла. До складу клану входить колишній дім Ї, який правив династією Чосон і Корейською імперією.
Їх засновником був Ї Ган. У XIV столітті його нащадок Ї Сон Ґе захопив владу в результаті військового перевороту та заснував Чосон.
За історичними книгами, опублікованими в період Чосону, такими як Справжні записи династії Чосон, він був міністром робіт (кор.: хангиль: 사공, ханча: 司空) під час династії Сілла і став родоначальником престижного та могутнього клану, який мав вплив від періоду Об'єднаної Сілла до періоду Корьо. З іншого боку, були записи, що він був іммігрантом з Китаю. Це пов'язано з тим, що в записах клану Чонджу Ї, на ім'я Вансан Сілрок говориться, що Ї Ган спочатку жив у Китаї, але пізніше він приїхав до Сілла. Крім того, інший запис під назвою Походження клану Ї (кор.: хангиль: 이씨 득성의 유래, ханча: 李氏得姓之由來) сказав, що Ї Ган спочатку був нащадком імператорської родини династії Тан і жив у Чонджу після того, як приїхав у Сіллу.
У ХХІ столітті справами клану керує Асоціація королівської сім'ї Чонджу Лі.

## Видатні люди історії
- Хинсон Девонгун, батько імператора Коджона та регент Чосона
- Імператорський Принц Ген, принц династії Чосон і Корейської імперії
- Ї Еокґі, флотоводець Чосону під час японсько-корейської війни
- Ї Джема, корейський вчений-медик пізнього періоду Чосону
- Ї Су Ґван, військовий чиновник і дипломат Чосон
- Ї Уі Бан, військовий правитель Кореї періоду Горьо

## Видатні люди сучасності
- Лі Аюмі, південнокорейська співачка та актриса, колишня учасниця жіночої групи Sugar[3]
- Лі Пом Сок, борець за незалежність Кореї та перший прем'єр-міністр Південної Кореї
- Лі Бон Чан, корейський активіст за незалежність, відомий спробою вбити японського імператора[4]
- Лі Че Йон, південнокорейська співачка, учасниця жіночої групи IZ*ONE[5]
- Лі Джи Юн, (більш відома як IU), південнокорейська співачка, авторка пісень і актриса[6]
- Лі Чжун Го, південнокорейський співак, автор пісень і актор, учасник бойз-бенду 2PM[7]
- Лі Кюн Кю, південнокорейський комік і актор[6][7]
- Лі Ман Гі, засновник і лідер Церкви Ісуса Шінчхондзі, нового релігійного руху[8]
- Лі Синман, південнокорейський політик і перший президент Республіки Корея
- Ї Сок, професор історії Чосону, онук імператора Коджона
- Ї Тджоун, корейський прокурор і дипломат

### Вигадані персонажі
- Рі Чон Гьок, персонаж південнокорейського телесеріалу «Незаплановане кохання».